# Der Zigeunerbaron
Pour les articles homonymes, voir Le Baron.
 (janvier 2024).
Représentations notables
- Festival de Mörbisch am See (de 1957 à 1960, 1962, 1966, 1975, 1981, 1992,2000, 2011)

Personnages
- Peter Homonay, gouverneur de la province de Temesvar
- Comte Carnero, commissaire royal
- Sándor Barinkay, jeune exilé
- Kálmán Zsupán, éleveur de cochons
- Arsena, sa fille
- Mirabella, préceptrice de d'Arsena
- Ottokar, son fils
- Czipra, Bohémienne
- Saffi, sa fille

Airs
Acte 2 : Scène et duo « Oui, tu seras ma femme » (Czipra, Barinkay, Saffi) - Trio du rêve « Rêve charmant » (Saffi, Barinkay, Czipra) - Chœur des enclumes – Duo de l’hymen « Qui nous unit ? Dis-le ! » (Barinkay, Saffi) – Chanson du recruteur (Homonay) – Final « O doux émoi ».
Acte 3 : Marche et Chœur de victoire – Valse romance – Chanson de Zsupan - Final
Der Zigeunerbaron (Le Baron tzigane en français) est une opérette viennoise de Johann Strauss fils écrite en 1885 et créée à Vienne (Theater an der Wien), le 24 octobre de cette même année. C'est la plus populaire des opérettes de Johann Strauss fils après La Chauve-Souris. Elle ne manque pas à la règle du genre : valses, mazurkas, polkas et czardas s'enchaînent au long de ses trois actes.
Le livret est de l'écrivain autrichien Ignaz Schnitzer, d'après la nouvelle Sáffi de Mór Jókai, qu'il rencontre lors d’une tournée en Hongrie. L’intrigue, pittoresque et romanesque, plut d’emblée au musicien. L’action se passe dans le banat de Temesvar après l’occupation turque. François-Joseph Ier ne pourrait qu'apprécier l'histoire qui réunit en musique l'Autriche et la Hongrie.
La première fut l'objet du plus grand triomphe du compositeur, l'œuvre ayant été bissée presque intégralement le soir même. Elle fut créée en français à Paris en 1895.
On peut dire qu'avec Le Baron Tzigane, Strauss inaugure un style d'opérette « à la hongroise », genre repris par la suite par des musiciens comme Emmerich Kálmán et Franz Lehár. Il réalise ici une adroite fusion entre des éléments du folklore tzigane et la Gemüth (sentimentalité) viennoise.

## Argument
L'action se passe du côté de Temesvar et à Vienne en 1741, 24 ans après le siège de Belgrade (1717).

### Acte I
Au bord de la rivière La Bega, près de la demeure de Zsupán, un riche éleveur de porcs. Au loin, les ruines d'un château abandonné. La bohémienne Czipra raconte aux membres de sa tribu l'histoire d'Andréas Barinkay, maître du domaine où ils vivent. Banni par les Autrichiens, ce Hongrois dut quitter la Bohême avec son épouse et son fils Sándor. Avant de partir, il cacha un trésor dans son château. Czipra sait que les parents sont morts mais ignore ce qu'est devenu Sándor. Ottokar, fils de Mirabella qui est la préceptrice d'Arsena, fille de l'avare Zsupán, creuse pour découvrir le trésor qu'il croit être enterré quelque part dans les environs. Malgré ses efforts quotidiens, le trésor reste introuvable et son humeur s'en ressent. Czipra regarde par sa fenêtre et se moque du jeune homme. Elle lui dit que s'il continue cette quête infructueuse, il finira sans le sou et ne pourra jamais se marier, comme il l'espère, avec Arsena.
Sándor Barinkay, fils du défunt propriétaire du château, arrive accompagné par le commissaire royal, le comte Carnero. Celui-ci réhabilite le père de Sándor qui peut donc reprendre possession de ses biens, spoliés par Zsupán qui n'apprécie pas la manœuvre. Celui-ci lui propose un marché : plutôt que de rendre les terres, Zsupán offre sa fille Arsena en mariage. Arsena aime Ottokar. Pour gagner du temps, elle annonce à Sándor qu’elle ne l’épousera pas avant qu’il soit devenu baron. Sándor tombe amoureux de la fille de Czipra, Saffi. Les bohémiens envahissent la scène et acclament Sándor Barinkay qu’ils reconnaissent pour leur chef. Il fait appeler Zsupán et annonce qu’il est devenu baron, le « baron tzigane ». Mais le jeune homme annonce au marchand de porcs qu’il renonce à Arsena et qu’il va épouser Saffi. Fureur de Zsupán et de ses partisans. Joie de Saffi et des bohémiens.

### Acte II
Le camp des bohémiens près du château en ruine de Sándor. Czipra révèle à Sándor que Saffi a rêvé de l'emplacement du trésor. Ils commencent à chercher et le trouvent caché à l'endroit prévu, sous un rocher à proximité. Ils le laissent sur place. Ottokar le devine et le signale au commissaire Carnero. Celui-ci veut confisquer le trésor au nom de l'état parce qu'il a été enfoui en temps de guerre. Le comte Homonay tente d'apaiser les esprits. Il recrute des volontaires pour combattre dans la guerre contre l'Espagne. Sándor et ses bohémiens s'engagent. Ottokar et Zsupan sont pratiquement enrôlés de force. Sándor affirme que le trésor lui appartient mais qu'il l'offre à sa patrie. C'est à ce moment que Czipra révèle à tous que Saffi n'est pas sa fille mais celle du dernier Pacha de Hongrie. Elle est donc princesse. Sándor estime qu'il n'est plus digne de l'épouser. C'est le départ pour la guerre.

### Acte III
Vienne 1740. L'armée, et en particulier Sándor et ses Bohémiens, a été héroïque. Apparaît Zsupán, bardé de médailles douteuses. Il raconte de soi-disant exploits mais admet de que Sándor lui a sauvé la vie. Ottokar revient couvert de gloire. Il a été promu officier. Enfin, sous les acclamations, apparaît Sándor. Le comte Homonay distribue les récompenses en fonction des mérites de chacun : rien pour Zsupán, la retraite pour Carnero, le titre de baron de l'Empire pour Sándor qui pourra désormais disposer de son bien. Zsupán lui rappelle que sa fille est à lui. Sándor accepte la main d’Arsena pour la donner à Ottokar. Quant à Staffi, elle s'approche en officier de hussards et remet un message au comte. Sándor la reconnaît. Elle raconte comment elle a suivi la troupe au front. Il n'y a plus d'obstacle pour leur mariage. Tout est bien qui finit bien.

## L’œuvre
Le 3 février 1883, le public de Budapest acclame Strauss qui dirige son opérette Der lustige Krieg (La Guerre joyeuse). Au second acte déjà, on lui lance depuis la fosse une couronne de laurier enrubannée aux couleurs de l’Autriche, rouge et blanc. Sa troisième épouse, Adèle, lui présente peu après le célèbre écrivain Mór Jókai qui a fait parvenir au couple sa nouvelle Sáffi, dans l’espoir d’en tirer un livret d’opéra, comme en rêvait Strauss. 
Mór Jókai, né le 18 février 1825 à Komárom et décédé le 5 mai 1904 à Budapest, est un écrivain hongrois, romancier et dramaturge. Auteur très prolifique (plus de 200 romans), il mêle un sens du romanesque et de l’humour à des descriptions précises, une imagination abondante et un goût pour l’exotisme. Son roman le plus célèbre est Az arany ember (L’Homme en or). Il est reconnu comme l’un des plus grands romanciers hongrois.
L’histoire pittoresque de Sáffi se passe dans le banat (province frontière) de Temesvár (aujourd’hui Timisoara), à l’époque du passage de l’occupation turque à celle de l’Autriche. 24 ans auparavant (1718), a eu lieu la bataille de Belgrade qui voit la victoire des Vénitiens et Autrichiens sur les Ottomans.
Strauss accepte la proposition de Jókai, mais Sáffi ne sera pas un opéra, mais un opéra-comique. Jókai se met à l’adaptation. Le travail ne convient pas au compositeur viennois qui le confie à l’écrivain autrichien d’origine hongroise Ignaz Schnitzer (1839-1921). Celui-ci ne croit pas au succès mondial de son travail. Il abandonne ses droits pour une somme dérisoire. Jókai et Schnitzer, pour plaire à l’empereur François-Joseph Ier, font de Sáffi une allégorie de la bonne entente entre l’Autriche et la Hongrie. On s’amuse avec la mosaïque humaine de l’Empire austro-hongrois : les tziganes font les hussards les plus courageux, l’héroïne est la fille d’un pacha turc, Sándor préfère son titre de « baron tzigane » au vrai titre nobiliaire auquel il peut prétendre, etc.
Le Baron tzigane fait le tour du monde. Dix ans seulement après sa création, il est donné en Autriche (Vienne), Allemagne (Dresde) et France. D’abord au Havre où il est triomphalement reçu (22 représentations), puis à Paris où il est donné soixante fois.
En 1911, le théâtre du Vaudeville en donne quelques représentations en allemand au cours d’une saison viennoise. On ne connaît aucune autre reprise parisienne de l’ouvrage. Le Baron tzigane a bien évidemment fait carrière en province, mais son succès n’est pas comparable à celui de La Chauve-Souris. Il n’est donné aujourd’hui que de façon épisodique.
Le Baron tzigane a fait l’objet de plusieurs adaptations cinématographiques. On compte trois versions allemandes par Karl Hard (1935), Arthur Maria Rabenalt et Kurt Wilhelm (1962). Une version française est réalisée parallèlement par Rabenalt. Elle sort en 1955 avec notamment, dans le rôle de Sándor, Georges Guétary.

## Jugement
Félix Clément, Dictionnaire des opéras, supplément d’Arthur Pougin, 1903
« 
Dans cet ouvrage, dont la forme est particulièrement soignée, mais parfois aux dépens de l'inspiration, l'auteur a largement mis à contribution les czardas et les chants populaires de la Hongrie, et cela d'autant plus volontiers que l'action se passe précisément en ce pays. Les danses nationales de l'Autriche lui ont fourni aussi un contingent dont il a su se servir avec habileté. Toutefois, les amateurs hongrois lui ont reproché d'altérer un peu trop facilement les motifs populaires qu'il empruntait à leur pays, en transposant en majeur ce que les tziganes ont l'habitude de jouer en mineur, et vice versa. Entre autres morceaux importants, on a applaudi vigoureusement le grand finale du premier acte, traité largement et qui ne déparerait pas un véritable opéra. Le principal rôle du Baron des Tziganes a valu un très grand succès à l'excellent comique Girardi. Cet ouvrage a été représenté à Paris, sur le théâtre des Folies-Dramatiques, avec paroles françaises de M. Armand Lafrique, en décembre 1895. 
 »

## Discographie sélective

### En allemand
- Elisabeth Schwarzkopf, Nicolai Gedda, Hermann Prey, Erika Köth, Philharmonia Orchestra de Londres, sous la direction d'Otto Ackermann. (Zyx/classic)
- Jeannette Fischer, Martin Homrich, Paul Kong, Chœur de Radio France, Orchestre National de France sous la diréction d'Armin Jordan (Naïve)
- Pamela Coburn, Julia Hamari, Christiane Oelze, Wiener Symphoniker sous la direction de Nikolaus Harnoncourt[2]. (Teldec)

### En français
- Janine Micheau, Jacqueline Danjou, Guy Chauvet, Jean-Christophe Benoît. Direction : Alain Lombard. (Emi).
- Claudine Collart, Michel Caron. Orchestre de l'ORTF sous la direction d'Adolphe Sibert. (Sélection du Reader’s Digest)

## DVD
- Serafin, Krasznec, Novak, Bohinec, etc., Orchestre du Festival de Mörbisch, sous la direction de Manfred Mayrhofer (Videoland)
- Ivan Rebroff, Martha Mödl, Siegfried Jerusalem, Ellen Shade, Wolfgang Brendel, Janet Perry. Orchestre symphonique de la radio de Stuttgart sous la direction de Kurt Eichhorn (Deutsche Grammophon)

## Filmographie
- « Der Zigeunerbaron » (présentation de l'œuvre), sur l'Internet Movie Database
- « Le Baron tzigane » (présentation de l'œuvre), sur l'Internet Movie Database